# Simon Moore
Simon Moore (ur. w 1958) – brytyjski scenarzysta, reżyser i producent filmowy.

## Życiorys
Po studiach na Uniwersytecie Hull i Brytyjskiej Narodowej Szkole Filmowej i Telewizyjnej, zaczął pisać i produkować filmy krótkometrażowe, seriale i komedie teatralne.
W 1991 napisał scenariusz i wyreżyserował film pt. Podejrzenie z Liamem Neesonem w roli głównej. W 1995 powstał western pt. Szybcy i martwi według jego scenariusza, z Sharon Stone i Gene’em Hackmanem w rolach głównych.
W 1996 roku otrzymał nagrodę Primetime Emmy za scenariusz do miniserialu NBC Podróże Guliwera (Gulliver's Travels, 1996) z Tedem Dansonem w roli tytułowej.
Był autorem scenariusza do miniserialu BBC Traffic z 1989, który stał się podstawą filmu Traffic (2000) i późniejszego amerykańskiego miniserialu z 2004 o tym samym tytule.
Dla Hallmark Channel stworzył scenariusz do filmu telewizyjnego Królowa Śniegu (2002) z Bridget Fondą.